# Anomalia mandibular
Una anomalia de mandíbula és un problema en la formació, forma i/ mida de la mandíbula. En general, les anomalies sorgeixen quan es produeix una pertorbació o un error en els processos de la fusió mandibular. La mandíbula, en particular, és l'os amb més anomalies de creixement de tot l'esquelet humà. Això es deu a variacions en el complex patró de creixement simètric que desenvolupa la mandíbula. La mandíbula, en concret, té un paper especialment significatiu en l'aparença, ja que és l'única part mòbil de l'esquelet facial. Açò té un gran impacte en la capacitat de parlar i mastegar, així com també influeix en general, sobre les característiques estètiques i sobre les expressions de la cara. Al seu torn, el maxil·lar també pot presentar els mateixos problemes si es produeix alguna anomalia en la mida o la posició. Les discapacitats funcionals òbvies sorgides de les anomalies de la mandíbula són evidents des d'un punt de vista físic, com s'ha dit anteriorment però, cal tenir en comte que aquestes alteracions també poden afectar psicològicament a les persones que les pateixen, fent-les sentir com si fossin discapacitades. Cal tenir en compte també, que a l'hora de corregir aquestes anomalies mandibulars, és de summa importància aconseguir que les dents tinguin una bona oclusió amb la dentició oposada del maxil·lar. Si això no es realitza satisfactòriament, es pot crear una inestabilitat oclusal que condueix a una plètora de problemes. Per a corregir les anomalies mandibulars normalment és comú dur a terme un pla de tractament complex el qual implicaria una intervenció quirúrgica i ortodòncia.

## Signes i símptomes
Els individus amb anomalies de mandíbula tenen problemes tant funcionals com estètics.
La desalineació de les dents genera problemes en les funcions del cap i el coll relacionades amb la masticació, la deglució, la respiració, l'articulació de la parla i el tancament/posicionament dels llavis. Les persones afectades poden també, experimentar dolor de l'ATM (articulació temporomandibular) i disfunció, fet que afecta negativament a la qualitat de vida. Una part dels individus afectats també té problemes psicològics.

## Diagnòstic
El diagnòstic d'una deformitat mandibular és un procés estructurat, relacionant l'historial mèdic, l'examen físic del pacient i la valoració dels estudis de diagnòstic. Aquest procés pot implicar més d'una única especialitat odontològica; a més de les necessitats ortodòntiques i quirúrgiques, alguns pacients poden requerir també intervencions periodontals, endodòntiques, estètiques i protètiques. És imprescindible tenir en compte el motiu de consulta del pacient, fet que permet al professional entendre quina és la percepció del problema que té el pacient i què li agradaria corregir. El pacient pot tenir dificultats a l'hora de menjar, problemes de la parla o també, problemes amb l'aparença de les dents o la cara. No obstant, els pacients poden tenir dificultats a l'hora de parlar obertament de les seves insatisfaccions amb la seva aparença, ja que poden tenir la impressió que els problemes funcionals són més importants que els estètics. Per aquest motiu, és important fer entendre als pacients que els seus problemes estètics i els seus efectes són preocupacions completament vàlides. En els infants, el desenvolupament psicològic pot veure's afectat a causa de les burles que poden patir si tenen una aparença anormal de la cara o les dents. La correcció de l'anomalia pot ser extremadament beneficiosa pel pacient. Els beneficis poden manifestar-se de moltes maneres, incloent la millora de les relacions amb els companys i la confiança social. La motivació per part del pacient és totalment necessària, ja que hauran de passar per un tractament ortodòntic llarg i una cirurgia major. A més, han d'estar ben informats perquè puguin donar el seu consentiment de manera vàlida. Amb relació a la història clínica, els antecedents familiars i tal vegada, la seva història obstètrica poden ser rellevants, especialment quan hi ha característiques d'una síndrome. S'obté l'historial mèdic i dental per verificar la completesa. L'historial mèdic inclou qüestions sobre la salut general del pacient per avaluar les contraindicacions del tractament d'anomalies maxil·lars. Aquestes qüestions fan especial èmfasi en malalties i medicaments que puguin alterar el metabolisme i que, per tant, puguin afectar el creixement i reacció tissular. També es tenen en compte les al·lèrgies (especialment les al·lèrgies al níquel), per a que els aparells del tractament que contenen níquel, com l'acer inoxidable es puguin substituir per altres materials i evitar així el risc de les reaccions al·lèrgiques. Les preguntes d'antecedents familiars també són rellevants, ja que les maloclusions, el creixement i el desenvolupament poden ser expressions de patrons genètics. La història dental investiga si el pacient ha tingut algun traumatisme dental anteriorment o experiències negatives que puguin servir com a indicador del compliment del tractament per del pacient.

### Reconeixement
L'avaluació de la forma facials inclou tant l'avaluació dels teixits tous facials, com la de la dentició. Com que l'esquelet humà no és perceptible a simple vista, la deformació òssia és deduïda i avaluada a través de l'aparença facial i la dentició. A fi d'obtenir una avaluació en 3D del pacient, s'ha de mesurar el patró esquelètic en diferents plans: anteroposterior, vertical i transversal. Això permet una avaluació precisa de la mida, posició, orientació, forma i simetria de la mandíbula.
El patró esquelètic anteroposterior mesura la relació del maxil·lar inferior amb el maxil·lar superior. Açò es determina amb el pacient assegut en posició vertical, el cap en una posició neutra amb la mirada en paral·lel al terra, i les dents en oclusió suau. Es pot classificar en les següents classes:
- Classe I: És la relació ideal. Segons la qual el maxil·lar superior es troba entre 2 i 4 mm per davant del maxil·lar inferior.
- Classe II: Es dona quan el maxil·lar superior es troba a més de 4 mm per davant del maxil·lar inferior.
- Classe III: Quan el maxil·lar superior es troba a menys de 2 mm per davant del maxil·lar inferior, o en els casos més greus, quan el maxil·lar inferior es troba per davant del maxil·lar superior.

La dimensió vertical es pot mesurar per terços facials. Es considera que hi ha estètica facial ideal quan es conserva la proporció entre cada terç vertical. La cara es pot dividir en tres en terços: Des de les entrades fins a la glabel·la, de la glabel·la al punt subnasal i del punt subnasal a la part més baixa de la barbeta. Es poden avaluar dos altres indicadors clínics a l'analitzar les dimensions verticals, més específicament, l'angle de plans mandibulars de Frankfurt (FMPA) i l'alçada facial inferior (LFH). Ambdós indicadors es registren com mitjana, incrementat o reduït.
L'FMPA: es calcula mesurant el punt d'intersecció entre la vora inferior de la mandíbula i el pla horitzontal de Frankfurt.
L'LFH: es divideix la cara en tres terços i la proporció del terç inferior de la cara es compara amb la resta. La relació transversal és una mesura d'asimetria mandibular o facial. Comprova l'alineació del punt nasi en els teixits tous, la part central del llavi superior a la vora lliure del llavi i la barbeta. En cas que es presenti alguna asimetria, caldrà distingir entre una asimetria falsa i una de vertadera. Una falsa asimetria sorgeix a causa d'interferències oclusals, les quals acaben en un desplaçament lateral de la mandíbula, produint així, una mossegada creuada en la regió anterior. L'eliminació del desplaçament, farà retornar a la mandíbula a una posició central. Per altra banda, una asimetria vertadera indica un creixement facial desigual del costat esquerre o dret la mandíbula. En aquests casos, l'eliminació de l'oclusió encreuada existent, no només és difícil, sinó que és poc probable que millori l'asimetria facial. L'avaluació dels components transversals de l'amplada facial pot descriure's amb la "regla de les cinquenes", la qual divideix sagitalment la cara en cinc parts iguals: which sagittally divides the face into five equal parts:
- Cada una d'aquestes seccions hauria de tenir una distància equivalent a l'amplada d'un ull.
- La cinquena central es caracteritza pel cant interior dels dos ulls.
- Les tres cinquenes parts medials de la cara estan marcades des del cant extern dels ulls.
- Les dues cinquenes parts externes de la cara es mesuren des del cant lateral fins a l'hèlix lateral de l'orella, la qual representa l'amplada de les orelles.

### Proves
És insuficient deduir el diagnòstic de la deformació mandibular, basant-se únicament en l'examen clínic. Per tant, es recull informació addicional de proves diagnòstiques, les quals poden incloure anàlisis de models dentals i estudis d'imatges radiogràfiques.
1. Anàlisis de models dentals - Els models d'estudi per a l'anàlisi es poden realitzar fent impressions dentals o mitjançant l'escaneig intraoral 3D. El models permeten valorar la forma i la mida dels ossos de la mandíbula i de les dents. Açò pot ser valuós per avaluar el desenvolupament a llarg termini i per al seguiment dels resultats del tractament. Depenent del tipus d'anomalia mandibular, el registre de l'arc facial per a la transferència am l'articulador, de vegades, pot ser convenient per al pacient.[23]

1. Radiografies - Els exàmens radiogràfics haurien de basar-se en les necessitats individuals de cada pacient i utilitzar-se conjuntament amb l'examen clínic. Igual que amb la resta de radiografies dentals, el benefici obtingut amb la radiografia, sobrepassa el petit risc que comporta la baixa dosi d'irradiació que es produeix al realitzar-les. Per a l'avaluació de les anomalies mandibulars, les radiografies més utilitzades són la tomografia panoràmica dental i la cefalometria lateral. Gràcies als avenços tecnològics, l'ús d'imatges en 3D, com per exemple la Tomografia Computada Cone Beam (CBCT) han anat guanyant popularitat a l'hora de realitzar exploracions radiogràfiques dels ossos facials, amb l'objectiu de planificar una cirurgia ortognàtica complexa, especialment les relacionades amb una asimetria facial considerable. Els models de construcció facial 3D són útils a l'hora de planificar el tractament de les maloclusions més complexes.[24]

## Classificació

### Mida
- Micrognàtia

La micrognàtia mandibular es dona quan el maxil·lar inferior és més petit del que hauria de ser. Un problema en el desenvolupament de la branca donarà lloc a una micrognàtia. La micrognàtia es pot classificar com a congènita o adquirida. L'aparença clínica d'alguns pacients amb micrognàtia mandibular de tipus congènit, pot fer la sensació que hi ha una retrusió severa de la barbeta, malgrat tenir una mandíbula amb una mida dins de la normalitat. Açò es pot deure a una col·locació massa posterior del cap condili pel que fa al crani o degut a un angle mandibular massa pronunciat que resulta en una evident retrusió de la mandíbula. La micrognàtia de tipus adquirit es produeix després del naixement i normalment és conseqüència d'alguna pertorbació de l'articulació temporomandibular. El creixement de la mandíbula depèn del desenvolupament normal dels còndils i de la funció muscular. Per exemple, el trauma o infecció de la mastoide, l'orella mitjana o l'articulació temporomandibular, poden donar lloc a l'anquilosi tempormandibular, la qual podria provocar una micrognàtia mandibular.
- Macrognàtia

La macrognàtia mandibular es un problema de mandíbules anormalment grans. La mida de la mandíbula sol ser proporcional a la mida de l'esquelet. Normalment, es deu al creixement excessiu de la mandíbula i pot tenir característiques com la relació inversa del maxil·lar i la mandíbula, la superposició inversa o l'absència de sobremossegada. També pot presentar-se clínicament quan la fossa glenoide i el cap condili estan posicionats massa endavant, provocant prognatisme mandibular. El macronagtisme pot estar associat a altres malalties:
1. En la malaltia de Paget, on ocorre un sobrecreixement del maxil·lar, de la mandíbula i del crani.
2. L'acromegàlia és una malaltia endocrina que es pot presentar l'augment de la mida dels ossos amb possibilitat de creixement com la mandíbula, els teixits tous, faccions facials i les mans.
- Macrogènia o Microgènia

La macrogènia i microgènia es produeixen quan, malgrat haver-hi una relació esquelètica normal, els components de la barbeta, els esquelètics i els dels teixits tous, no es desenvolupen de manera proporcional, resultant en un perfil facial protrusiu (macrogènia) o retrusiu (microgènia). La microgènia pot tenir lloc quan la profunditat òssia a nivell de l'àpex de les dents anteriors no és suficient o a la base de la mandíbula o viceversa.

### Posició
- Transversal

Una mandíbula en posició transversal es coneix com a laterognàtia. Aquest terme descriu una mossegada lateral de la mandíbula i sovint s'associa a una mossegada creuada unilateral a edats molt joves. Aquest fet pot conduir a un desenvolupament asimètric de la branca mandibular, el qual condueix a una asimetria en tota la part inferior de la cara. El tractament del laterognatisme es pot tractar mitjançant els moviments dentals amb ortodòncia o mitjançant una recol·locació quirúrgica de la mandíbula.
- Vertical

Una altra possible alteració del desenvolupament normal de la mandíbula és en la dimensió vertical. El creixement anormal pot ocórrer tant al maxil·lar com a la mandíbula. El terme maxil·lar s'utilitza normalment per a referir-se a la mandíbula (considerada el maxil·lar inferior). No obstant, la mandíbula també es pot anomenar maxil·lar inferior, i per tant, el terme maxil·lar es pot utilitzar de manera global per a referir-se als dos ossos.
Les anomalies maxil·lars a nivell vertical relacionades amb la mandíbula són degudes a un creixement vertical i horitzontal excessiu. Aquestes alteracions es poden mesurar mitjançant l'angle del pla maxil·lomandibular (MMPA). Les anomalies maxil·lars a nivell vertical relacionades amb el maxil·lar superior són degudes a un descens excessiu de l'os (EDD) i a un descens insuficient (IDD). Aquests termes solien anomenar-se excés o deficiència vertical del maxil·lar. Aquesta nomenclatura va canviar perquè normalment, els termes excés i deficiència solen referir-se a la mida. Per a avaluar aquesta direcció de creixement el que es calcula és la distància existent entre les incisives centrals superiors i el llavi superior, fet que calcula la posició més que no pas la mida. Per aquest motiu, amb la finalitat «d'harmonitzar-se amb la geometria», actualment s'utilitzen àmpliament els termes EDD i IDD.
Excés vertical i horitzontal de la mandíbula:
En poques paraules, creixement vertical excessiu és el terme que s'utilitza quan es considera que la mandíbula està «massa cap avall». Altrament, un creixement horitzontal excessiu és el contrari; quan la mandíbula ha crescut en patró més horitzontal, en relació amb el maxil·lar. La causa principal d'aquestes dues anomalies en adolescents és el creixement massa accelerat o massa lent dels ossos mandibulars. Fets que generen una aparença de la part inferior de cara massa llarga (creixement vertical) o massa curta (creixement horitzontal). La longitud entre la columel·la (base del nas) i el mentó (base de la barbeta) és la variable de mesurament. Alhora, aquesta longitud té relació amb la distància entre la glabel·la (entre les celles) i la columel·la. En un cas normal, aquestes longituds haurien de ser iguals o no presentar cap discrepància important. No obstant, en presència d'un creixement vertical i horitzontal excessiu, les proporcions varien i no són equivalents.
El desenvolupament de la mandíbula és tal que ossifica mitjançant dues formes principals; ossificació endocondral i ossificació intramembranosa. Gairebé tota la mandíbula es forma mitjançant l'ossificació intramembranosa. Només el còndil presenta una ossificació endocondral. Això permet als còndils tenir una certa capacitat de resistència a les forces que s'hi exerceixen. Una manera de que es produeixi una anormalitat mandibular vertical és quan el procés de creixement del condili es danya i, per tant, el creixement intramembranós es produeix a la part posterior del còndil i esdevé predominant, fet que provoca un gran angle.
Avaluació d'un pacient per al creixement vertical i horitzontal excessiu:
L'angle del pla maxil·lomandibular (MMPA) és important per avaluar l'anormalitat vertical de la mandíbula del pacient. Els punts de referència importants són el pla de Frankfurt i el pla mandibular. El pla de Frankfurt és una línia traçada des de la vora superior del meat auditiu extern fins a la vora inferior de l'òrbita. És similar important tenir en compte que, malgrat ser similars, el pla de Frankfort no s'ha de confondre amb la línia ala-trague. Mentre que, l'angle mandibular és una línia que ressegueix la vora inferior natural de la mandíbula del pacient. La intersecció del pla de Frankfort amb el pla mandibular és el que determina el patró de creixement vertical. Si la intersecció ocorre darrere de l'occipital, es tracta d'un angle disminuït, i per tant, es considera que el pacient té creixement horitzontal. En canvi, si la intersecció ocorre davant de l'occipital, es considera que el pacient té creixement vertical. El rang considerat normal és entre 25 i 30 graus en persones caucàsiques. Els pacients amb creixement excessiu mandibular vertical, sovint presenten una mossegada oberta anterior, ja que el creixement de la mandíbula i del maxil·lar són divergents. Mentre que, els pacients amb creixement excessiu horitzontal normalment presenten sobremossegada.
Posicionament inferior excessiu i posicionament inferior insuficient:
S'utilitzen indistintament els termes «excés o insuficiència vertical maxil·lar» i «posicionament inferior excessiu o insuficient» Per tal d'entendre les seves manifestacions, hem de tenir en compte punts clau com:
· Columel·la (CM), que és el teixit que uneix la punta nasal amb la base nasal i que separa els narius. El marge inferior del septe nasal
· Subnasal (SN), és la unió del llavi superior i la columel·la
· Estomi superior (Sts), és el punt més baix de la vora lliure del llavi superior
· Estomi (Sto), és el punt de contacte quan els llavis estan ben tancats, en la línia mediana, entre la part superior i inferior dels llavis.
· Estomi inferior (Sti), el punt més alt de la vora lliure del llavi inferior
· Teixit tou del mentó (Me), és el punt més inferior del contorn del teixit tou de la barbeta
Les mesures del llavi superior i inferior per a cada pacient es determinen mitjançant l'ús dels punts de referència ja esmentats. La longitud del llavi superior es mesura des del Sn fins al Sts. En els homes acostuma a mesurar 24mm i en les dones 21mm (REF). La longitud del llavi inferior es mesura des del Sti fins al Me. En els homes acostuma a mesurar 50mm i en les dones 46.5mm. A l'hora de valorar la presència d'EDD i d'IDD, analitzar la classe de la base esquelètica és un bon complement. En altres paraules, la presència d'EDD i D'IDD pot estar camuflada o ser aparent depenent de com sigui la base esquelètica i el perfil del teixit tou que l'acompanya. Per exemple, el gruix del llavi superior pot emmascarar una deficiència maxil·lar fins a tal punt que el perfil sembli normal a nivell dels teixits tous (REF). Els plecs para-nasals marcats són un indicador clau d'una deficiència maxil·lar subjacent. La seva presència és especialment habitual en pacients de classe III però, també pot presentar-se en pacients de classe II amb retrusió maxil·lar bilateral.
Avaluació d'excés vertical i horitzontal d'un pacient:
Es pot dir que, la principal observació per avaluar si un pacient té excés o deficiència maxil·lar és la posició i la quantitat d'incisives i geniva superior visibles quan el pacient es troba en repòs o somrient. És a dir, la relació existent entre els llavis superiors i les incisives centrals superiors en posició de repòs i somrient. Per a determinar on és la línia de repòs dels llavis, cal assegurar que la postura del pacient és la correcta i que els llavis estan en repòs. De la mateixa manera, per avaluar quina quantitat d'incisiva i geniva es mostra en somriure, el pacient necessita somriure àmpliament, així, el llavi superior augmenta fins a la seva alçada màxima. La mitjana de visualització de les incisives quan els llavis estan en repòs és d'1/3 de la mida de la corona. En els casos en què hi ha un excés vertical maxil·lar, es mostrarà més d'1/3 de la corona de les incisives. Quan el pacient somriu, l'excés maxil·lar es manifestaria, ja que quedarien exposades totes les corones i una part de la geniva. Açò es coneix com a «somriure gingival»
Com s'ha esmentat anteriorment, la regió paranasal és de gran utilitat a l'hora de considerar la presència d'EDD o d'IDD en un pacient. Observar el pacient des d'un costat proporciona una perspectiva més clara. La manca de suport ossi per als teixits tous d'aquesta regió produirà un solc, conegut com a buidatge paranasal. Açò indica una deficiència lleu del maxil·lar a nivell anteroposterior. La deficiència maxil·lar sol manifestar-se amb un angle naso-labial augmentat. No obstant, la presència d'aquest signe no és prou indicativa, ja que també pot estar causada per un llavi superior curt o una incisiva insuficientment inclinada.
Un altre mètode que permet determinar la deficiència maxil·lar és mitjançant l'exposició escleral i la forma de les parpelles. La parpella inferior normalment es troba a nivell de la vora inferior de l'iris, sense mostrar en absolut l'esclera. Si es mostra una mica d'esclera, es tracta d'un bon signe de deficiència de la vora infraorbitària i de deficiència maxil·lar anteroposterior, dues manifestacions que normalment es veuen en pacients de classe III.

### Orientació
Quan una mandíbula està orientada de manera anormal, es produeixen trusions mandibulars. Aquestes trusions es classifiquen segons l'eix en què es produeix la rotació. Quan una mandíbula està malposicionada al voltant de l'eix facial transvers, es diu que té un to anormal. Quan està malposicionada al voltant de l'eix anteroposterior, la mandíbula té un moviment anormal, un problema conegut com a inclinació. Finalment, quan la mandíbula està malposicionada al voltant de l'eix vertical, té una guinyada anormal. Es pot produir tant al maxil·lar com a la mandíbula i pot ser resultat d'un creixement anormal del propi os o com a creixement compensatori.

### Forma
La forma es refereix a la característica geomètrica d'un objecte que no sigui ni la mida, ni la posició, ni l'orientació 5. A una mandíbula amb forma anormal se l'anomena, mandíbula deformada.

### Grau de formació
Té en compte fins a quin punt els maxil·lars estan formats en la seva totalitat. Quan els teixits no es fusionen durant la seva formació al principi de l'embaràs, es pot produir un defecte de formació i que fa que els maxil·lars quedin incomplets. Per exemple, el llavi leporí o la fissura palatina, quan un dels processos embriològics del maxil·lar no es fusiona durant la seva formació. Una altra opció és l'agènesi del procés condili de la mandíbula, la qual es pot traduir en una microsomia hemifacial. Clínicament, la fissura palatina, pot manifestar-se com una fissura que pot afectar sols a la part anterior del paladar o pot estendre's des de la part anterior fins a la posterior. El llavi leporí es presenta clínicament amb una obertura petita obertura a nivell del llavi superior o amb una gran obertura que arriba i connecta amb el nas. La fissura pot ser unilateral en el llavi superior o bilateral. El llavi leporí pot donar-se conjuntament amb la fissura palatina. Les fissures palatines són una de les anomalies congènites més comunes, les quals es produeixen en 1 de cada 2500 naixements. Embriològicament, la formació del paladar té lloc en dues etapes. Primer, amb el paladar primari, format després de la sisena setmana de gestació, seguit de la formació del paladar secundari entre la sisena i vuitena setmana de gestació. El paladar es fusiona amb el procés nasal mitjà amb la finalitat de formar el sostre de la boca, i així completar el procés de desenvolupament. No obstant, si aquest procés no s'acaba, és quan es produeix un defecte de desenvolupament. Inicialment, sols és una cavitat oro-nasal comuna dins l'embrió sense cap tipus de separació entre el nas i la cavitat oral. Aquest espai l'ocupa la llengua. El paladar primari es forma quan les prominències nasals medials es fusionen per formar el segment intermaxil·lar que separa la cavitat nasal de la cavitat oral. La formació del paladar secundari comença amb el creixement vertical i mesial de teixits, formant els palatins laterals dret i esquerre. Durant la vuitena setmana de gestació, la llengua es retira cap avall i els palatins laterals dret i esquerre s'eleven ràpidament, es reorienten horitzontalment i es fusionen des d'enfront cap enrere. Els palatins laterals dret i esquerre es fusionen entre si a nivell de la línia mediana per formar el paladar secundari. Un gran nombre de factors de creixement són els responsables de la senyalització dels teixits durant el desenvolupament craniofacial. Aquests factors de creixement tenen la finalitat de controlar la proliferació, la supervivència i l'apoptosi cel·lular. Alguns dels factor de creixement implicats en el desenvolupament facial, que poden resultar en un defecte craniofacial són el BMP, FGF, Shh, Wnt i les endotelines. S'ha vist que, alguns factors ambientals, poden interferir en la senyalització molecular dels factors de creixement. En un estudi amb ratolins, el teratogen va ser un dels factors ambientals amb aquest efecte. No obstant això, el mecanisme exacte encara no és clar. Un altre factor ambiental que ha estat involucrat activament en els estudis per evitar el llavi leporí i la fissura palatina és la ingesta d'àcid fòlic durant l'embaràs. S'ha demostrat que la ingesta de 0.4mg d'àcid fòlic al dia redueix un terç el risc de llavi leporí (amb o sense fissura palatina) en nounats. No obstant, sembla que no te cap efecte en la prevenció de la fissura palatina de manera aïllada. Altres estudis realitzats en ratolins i gossos, també van corroborar l'efecte protector de la suplementació amb àcid fòlic per prevenir l'aparició de llavi leporí i fissura palatina.

## Tractament
Les anomalies mandibulars s'acostumen a tractar mitjançant la combinació d'una intervenció de cirurgia ortognàtica i tractament ortodòntic. El procediment es du a terme per cirurgians orals i maxil·lofacials i ortodontistes en col·laboració molt propera. En la majoria dels casos, l'ortodontista primer alinea les dents amb bràquets o altres aparells, els quals poden empitjorar l'oclusió fins després de la cirurgia. L'objectiu és mostrar el grau real d'anomalia òssia, i crear l'espai suficient per a la correcció completa dels ossos. La cirurgia ortognàtica, també coneguda com a cirurgia correctiva maxil·lar, es realitza amb la finalitat de normalitzar la deformitat dentofacial i reposicionar part o tot el maxil·lar superior o inferior, per millorar l'estabilitat de l'oclusió i les proporcions facials. Aquest és el tractament indicat pels pacients que són massa grans per a la modificació del creixement i per aquells pacients amb alteracions massa greus com per poder-les camuflar simplement amb un tractament quirúrgic o ortodòntic. En la cirurgia, normalment s'accedeix a l'os des de dins la boca, revelant i posicionant l'os cap a una posició funcional correcta. Aquest canvi de posició s'aconsegueix mitjançant plaques metàl·liques i cargols. Aquestes plaques, sovint es deixen dins l'os, però de vegades, s'han de retirar a causa d'infecció, fet que implica una segona intervenció. La majoria de les cirurgies ortognàtiques es realitzen dins la boca sense deixar cap cicatriu externa.

### Cirurgia mandibular
Hi ha nombroses tècniques quirúrgiques disponibles per corregir la posició de la mandíbula. La més popular d'aquestes tècniques és l'osteotomia sagital la qual «permet moure el cos de la mandíbula cap avant o cap enrere mitjançant l'escissió de la branca i l'angle mandibular». Aquesta tècnica proporciona una gran superfície d'os per cicatritzar. El dany de la cresta alveolar pot evitar-se seccionant el còrtex bucal i el retromolar de la mandíbula i separant amb molta cura l'os esponjós. Una vegada s'ha reposicionat la mandíbula, es poden utilitzar cargols o mini-plaques per fixar directament la mandíbula. Aquesta tècnica s'utilitza com alternativa a la fixació indirecta mitjançant la fixació intermaxil·lar (IMF).

### Genioplàstia
La reducció o augment de la barbeta es pot dur a terme de manera aïllada o com a part d'una operació ortognàtica mandibular o maxil·lar.

### Cirurgia maxil·lar
La classificació de Le Fort, utilitzada per a la descripció de les fractures, descriu majorment les tècniques quirúrgiques que s'utilitzen per a la cirurgia maxil·lar.